# Forever Young (album)
Forever Young – debiutancki album niemieckiego synthpopowego zespołu Alphaville wydany 27 września 1984 roku przez wytwórnię WEA Musik GmbH. Album nagrywano od lipca do sierpnia w 1984 roku w Studio 54 w Berlinie.
W 1984 roku album wydano w: Europie Zachodniej, Argentynie, Tajwanie, Stanach Zjednoczonych, Kanadzie, Kolumbii, Republice Południowej Afryki, Izraelu, Japonii, Wenezueli, Nowej Zelandii, Meksyku, Filipinach. Rok później album ukazał się w Jugosławii, Węgrzech, Brazylii i Urugwaju. W 1988 roku album ukazał się po raz pierwszy w Polsce. W 2000 roku Forever Young wydano w Rosji. Łącznie ukazało się 70 wydań albumu.
15 marca 2019 roku wydano wersję-remaster albumu upamiętniającą 35-lecie oryginalnego wydania.
Na okładzie umieszczono zdjęcie przedstawiające fragment pomnika młodego mężczyzny, znajdującego się w Hamburgu w dzielnicy Barmbek. Według Mariana Golda, zniszczony posąg przedstawia sprzeczność jaką jest sama idea wiecznej młodości. Pomnik sfotografował Thomas Reutter.

## Lista utworów
Autorami muzyki są: Marian Gold, Frank Mertens i Bernhard Lloyd. Autorem tekstów jest Marian Gold.

### Wydanie na płycie CD
| Nr  | Tytuł utworu           | Długość |
| --- | ---------------------- | ------- |
| 1.  | „A Victory of Love”    | 4:14    |
| 2.  | „Summer in Berlin”     | 4:45    |
| 3.  | „Big in Japan”         | 4:43    |
| 4.  | „To Germany with Love” | 4:15    |
| 5.  | „Fallen Angel”         | 3:55    |
| 6.  | „Forever Young”        | 3:45    |
| 7.  | „In the Mood”          | 4:29    |
| 8.  | „Sounds Like a Melody” | 4:42    |
| 9.  | „Lies”                 | 3:32    |
| 10. | „The Jet Set”          | 4:52    |
|     |                        | 43:12   |

### Wydanie na płycie winylowej
| Strona A | Strona A               | Strona A |
| Nr       | Tytuł utworu           | Długość  |
| -------- | ---------------------- | -------- |
| 1.       | „A Victory of Love”    | 4:14     |
| 2.       | „Summer in Berlin”     | 4:45     |
| 3.       | „Big in Japan”         | 4:43     |
| 4.       | „To Germany with Love” | 4:15     |
| 5.       | „Fallen Angel” (m)     | 3:55     |
|          |                        | 21:52    |

| Strona B | Strona B               | Strona B |
| Nr       | Tytuł utworu           | Długość  |
| -------- | ---------------------- | -------- |
| 1.       | „Forever Young”        | 3:45     |
| 2.       | „In the Mood”          | 4:29     |
| 3.       | „Sounds Like a Melody” | 4:42     |
| 4.       | „Lies”                 | 3:32     |
| 5.       | „The Jet Set”          | 4:52     |
|          |                        | 21:20    |

### Wydanie 2019
15 marca 2019 wydano wersję-remaster albumu upamiętniającą 35-lecie oryginalnego wydania. W sprzedaży dostępne były 3 różne edycje:
- Super Deluxe Edition 3–CD/1–DVD/1–Vinyl; pierwszy nośnik kompaktowy to zremasterowane albumowe wersje 10 nagrań z oryginalnego LP, drugi nośnik to oryginalne wersje singlowe, strony B, a także wersje maxisinglowe nagrań wydanych na singlach (Big in Japan, Sounds Like a Melody, Forever Young, The Jet Set), trzeci nośnik (dostępny wyłącznie w tej edycji) to zaś 16 oryginalnych wersji "demo" nagrań z albumu, a także niemieckojęzyczne nagrania z wcześniejszych lat, płyta DVD zawiera nowy dokument oraz oryginalne teledyski trzech singli, płyta winylowa to zaś oryginalne albumowe wersje 10 nagrań z LP[4].
- Deluxe Edition 2–CD; pierwszy nośnik kompaktowy to oryginalne albumowe wersje 10 nagrań z LP, drugi nośnik to oryginalne wersje singlowe, strony B, a także wersje maxisinglowe nagrań wydanych na singlach (Big in Japan, Sounds Like a Melody, Forever Young, The Jet Set)[5]
- Separate Remastered Vinyl Edition 1–LP; płyta winylowa ze zremasterowanymi albumowymi wersjami 10 nagrań z oryginalnego LP[6].

| CD1 - Zremasterowane oryginalne albumowe wersje | CD1 - Zremasterowane oryginalne albumowe wersje | CD1 - Zremasterowane oryginalne albumowe wersje |
| Nr                                              | Tytuł utworu                                    | Długość                                         |
| ----------------------------------------------- | ----------------------------------------------- | ----------------------------------------------- |
| 1.                                              | „A Victory Of Love”                             | 4:19                                            |
| 2.                                              | „Summer In Berlin”                              | 4:46                                            |
| 3.                                              | „Big In Japan”                                  | 4:44                                            |
| 4.                                              | „To Germany With Love”                          | 4:13                                            |
| 5.                                              | „Fallen Angel”                                  | 3:57                                            |
| 6.                                              | „Forever Young”                                 | 3:46                                            |
| 7.                                              | „In the Mood”                                   | 4:32                                            |
| 8.                                              | „Sounds Like A Melody”                          | 4:46                                            |
| 9.                                              | „Lies”                                          | 3:32                                            |
| 10.                                             | „The Jet Set”                                   | 4:56                                            |
|                                                 |                                                 | 43:31                                           |

| CD2 - Oryginalne wersje 7", 12" i strony B singli promujących album | CD2 - Oryginalne wersje 7", 12" i strony B singli promujących album | CD2 - Oryginalne wersje 7", 12" i strony B singli promujących album |
| Nr                                                                  | Tytuł utworu                                                        | Długość                                                             |
| ------------------------------------------------------------------- | ------------------------------------------------------------------- | ------------------------------------------------------------------- |
| 1.                                                                  | „Big In Japan (Single Version)”                                     | 3:56                                                                |
| 2.                                                                  | „Seeds”                                                             | 3:17                                                                |
| 3.                                                                  | „Sounds Like A Melody (Single Version)”                             | 4:33                                                                |
| 4.                                                                  | „The Nelson Highrise Sector 1 - The Elevator (Single Version)”      | 3:14                                                                |
| 5.                                                                  | „Forever Young (Version Rapide)”                                    | 3:51                                                                |
| 6.                                                                  | „Welcome To The Sun”                                                | 3:12                                                                |
| 7.                                                                  | „The Jet Set (Single Remix)”                                        | 3:53                                                                |
| 8.                                                                  | „Golden Feeling”                                                    | 3:53                                                                |
| 9.                                                                  | „Big In Japan (Extended Remix)”                                     | 7:26                                                                |
| 10.                                                                 | „Sounds Like A Melody (Special Long Version)”                       | 7:43                                                                |
| 11.                                                                 | „The Nelson Highrise Sector 1 - The Elevator (12" Version)”         | 4:13                                                                |
| 12.                                                                 | „Forever Young (Special Extended Dance Mix)”                        | 6:12                                                                |
| 13.                                                                 | „The Jet Set (Jellybean Mix)”                                       | 6:31                                                                |
| 14.                                                                 | „Big In Japan (Extended Instrumental)”                              | 5:59                                                                |
| 15.                                                                 | „The Jet Set (Dub Mix)”                                             | 5:08                                                                |
|                                                                     |                                                                     | 1:13:01                                                             |

| CD3 - Oryginalne wersje "demo" | CD3 - Oryginalne wersje "demo"            | CD3 - Oryginalne wersje "demo" |
| Nr                             | Tytuł utworu                              | Długość                        |
| ------------------------------ | ----------------------------------------- | ------------------------------ |
| 1.                             | „A Victory Of Love (Demo Remix)”          | 4:19                           |
| 2.                             | „Summer In Berlin (Original Demo)”        | 6:57                           |
| 3.                             | „Big In Japan (Demo Remix)”               | 6:24                           |
| 4.                             | „To Germany With Love (Original Demo)”    | 4:29                           |
| 5.                             | „Fallen Angel (Demo Remix)”               | 4:08                           |
| 6.                             | „Forever Young (Demo Remix)”              | 4:45                           |
| 7.                             | „In The Mood (Demo Remix)”                | 5:05                           |
| 8.                             | „Sounds Like A Melody (Original Demo)”    | 4:25                           |
| 9.                             | „Lies (Original Demo)”                    | 3:49                           |
| 10.                            | „The Jet Set (Original Demo)”             | 4:22                           |
| 11.                            | „Leben Ohne Ende / Seeds (Original Demo)” | 3:16                           |
| 12.                            | „Traumtänzer (Original Demo)”             | 5:18                           |
| 13.                            | „Blauer Engel (Original Demo)”            | 4:40                           |
| 14.                            | „Romance (Demo Sketch)”                   | 1:17                           |
| 15.                            | „Colours (Instrumental)”                  | 3:24                           |
| 16.                            | „Into The Dark (Demo Remix)”              | 4:33                           |
|                                |                                           | 1:11:11                        |

## Skład
- Marian Gold – wokal
- Bernhard Lloyd – perkusja
- Frank Mertens – keyboard
- Ulf Meyer Zu Küingdorf – projekt okładki
- Thomas Reutter – zdjęcia

W spisie osób biorących udział w pracach nad albumem widnieje wpis „comfort by Wolfgang Neuhaus”. Wspomnianą osobą jest Ricky Echolette, który później stał się pełnoprawnym członkiem zespołu.